# Kirchfriedhof

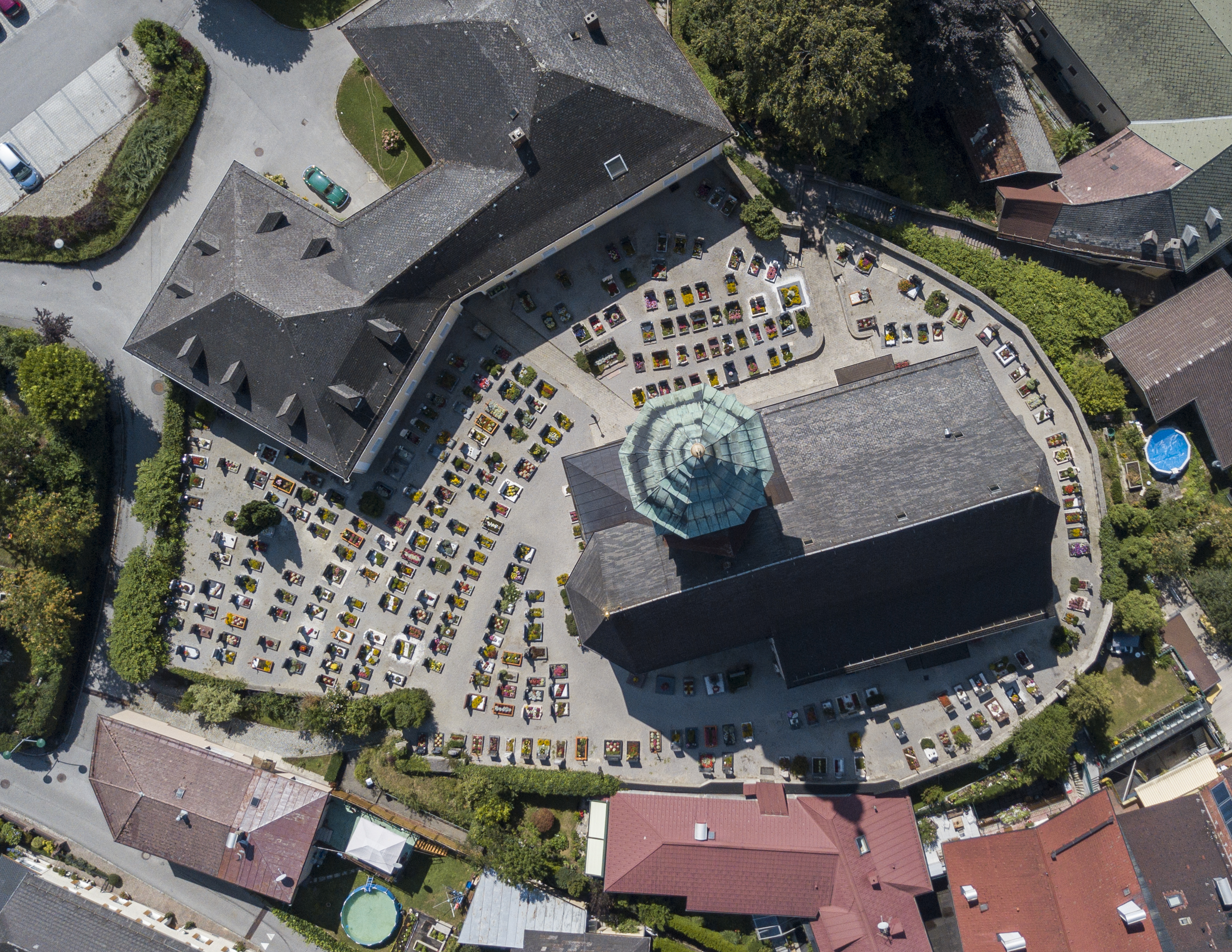
Pfarrkirche Straßwalchen mit Friedhof

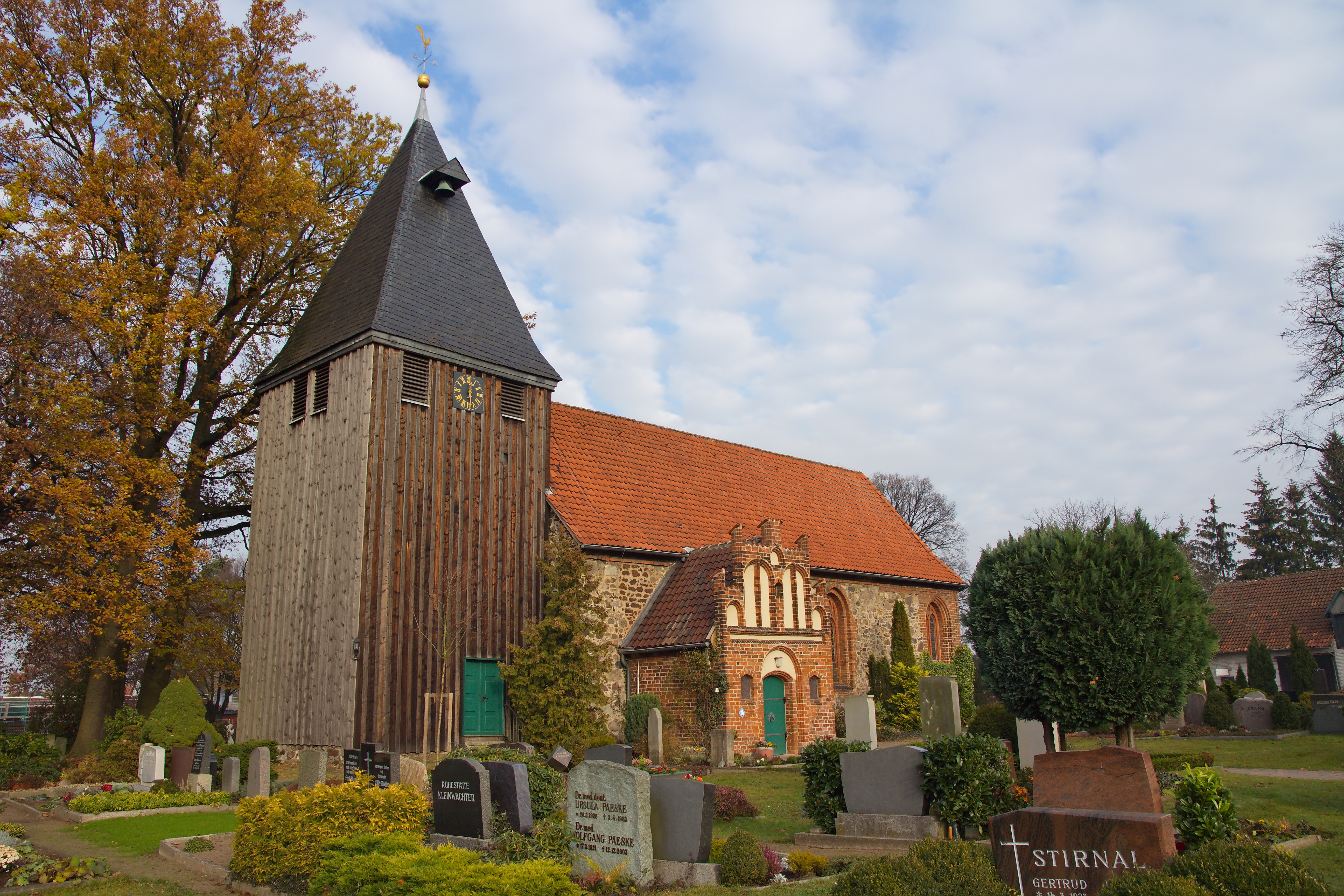
Der Kirchfriedhof in Kirchhorst an der dortigen St.-Nikolai-Kirche

Ein Kirchfriedhof, auch schlicht Kirchhof genannt, ist eine Friedhofsanlage, die unmittelbar an einen christlichen Kirchenbau angrenzt oder ihn sogar umschließt.

## Geschichte
Mit der Christianisierung entstand der Wunsch, möglichst dicht am geweihten Altar und den Reliquien begraben zu werden, um der Auferstehung teilhaftig zu werden. Bestattungen fanden deshalb in und um die Kirchen statt. Die Bestattung in Kirchen wurde um 1800 aus hygienischen Gründen aufgegeben, in vielen Dörfern haben sich Friedhöfe rund um alte Dorfkirchen bis heute erhalten.
In der ländlichen Gesellschaft bildete der Kirchhof im Mittelalter und auch noch der Frühen Neuzeit den typischen Begräbnisplatz. Diese konfessions- und epochenübergreifende räumliche Kontinuität, die zugleich mit einer sozial statischen Aufteilung des Raumes und zurückhaltender Gräbersymbolik verbunden war, bildete das Gegenüber zu den Innovationen im städtischen Bereich seit der Reformation, insbesondere in Gestalt des Camposanto. Im katholischen Raum beinhaltete sie im 17. und 18. Jahrhundert ferner eine Intensivierung der religiösen Bezüge der Sepulkralkultur. Deren Konfessionalisierung, nicht ihre Säkularisierung, stellt damit das entscheidende Zeichen des gesellschaftlichen Umgangs mit dem Tod in der Frühen Neuzeit dar.
Vor allem ab dem Beginn des 19. Jahrhunderts wurden insbesondere in den im Zuge der Industrialisierung rasch wachsenden Städten in ganz Europa die Kirchfriedhöfe geschlossen, größtenteils aus hygienischen Gründen, oftmals auch aufgrund von Überfüllung. Mit der Einebnung der aufgegebenen Kirchfriedhöfe in den Innenstädten wurde zudem zusätzlicher öffentlicher Raum für die Weiterentwicklung oder Neuanlage von Straßen oder Plätzen geschaffen. Jedoch war nicht jeder Friedhof innerhalb der europäischen Städte des 19. Jahrhunderts ein Kirchfriedhof. So lag beispielsweise der bereits im Mittelalter angelegte Alte St.-Nikolai-Friedhof mit der auf dem Gelände im 13. Jahrhundert errichteten Nikolaikapelle ursprünglich außerhalb der historischen Stadtbefestigung Hannovers. Im Zuge der Industrialisierung im 19. Jahrhundert lag die Grünfläche aber bereits beinahe im Zentrum der sich überproportional vergrößernden Stadt. Auch wurde der Friedhof nicht eingeebnet, sondern ähnlich wie der erst im 18. Jahrhundert als kommunaler, aber noch als Kirchfriedhof angelegte Gartenfriedhof aufgelassen und zu einer öffentlich zugänglichen Parkanlage umfunktioniert.
Anstelle der ehemaligen innerstädtischen tatsächlichen Kirchfriedhöfe wurden in der Regel zahlreiche großflächige und durch oftmals bedeutende Architekten in Zusammenarbeit mit Garten- und Landschaftsarchitekten gestaltete Friedhöfe an den Stadträndern neu angelegt, so wie beispielsweise der Stadtfriedhof Engesohde.